# 螺旋曲面

螺旋曲面可視為一個線段沿著垂直於其中點的直線，勻速螺旋上升時掃過的曲面，可視為是螺旋線的立體版本，是在平面及懸鏈曲面後，第三個已知的极小曲面。

## 描述
螺旋曲面曾在1774年及1776年分別由萊昂哈德·歐拉及Jean Baptiste Meusnier描述過，其英文Helicoid可以看出它和螺旋線（helix）之間的相關性：針對螺旋曲面上的每一點，都存在一個通過該點的螺旋線，且整條螺旋線都落在螺旋曲面上。若仔細的觀察螺旋曲面，且螺旋曲面夠長的話，會發現若選定一個小區域的曲面，在螺旋曲面的前方及後方至少各會找到一個曲面和原曲面平行。
螺旋曲面也是直紋曲面（及正劈錐曲面），表示它可以表示為一條直線在指定方式移動及轉動下產生的軌跡。而針對螺旋曲面上的每一點，都存在一條在螺旋曲面上的直點通過該一點。歐仁·查爾斯·加泰蘭在1842年證明了只有螺旋曲面和平面是同時為直紋曲面及最小曲面的曲面。
螺旋曲面和懸鏈曲面是屬於螺旋-懸鏈曲面極小曲面族的成員之一。
螺旋曲面的形成方式類似阿基米德式螺旋抽水機，但在各方面延伸到無限大，可以用以下笛卡儿坐标系下的參數式表示：
{\displaystyle x=\rho \cos(\alpha \theta ),\ }
{\displaystyle y=\rho \sin(\alpha \theta ),\ }
{\displaystyle z=\theta ,\ }
其中ρ和θ範圍由負無限大到正無限大，而α為常數。若α為正值，螺旋曲面為逆時針螺旋，反之則為順時針螺旋。
螺旋曲面的主曲率為{\displaystyle \pm 1/(1+\rho ^{2})\ }，其主曲率的和為其平均曲率（數值為零，因此為极小曲面），主曲率的乘積為高斯曲率。
螺旋曲面和平面{\displaystyle \mathbb {R} ^{2}}同胚。若要確認這一點，可以將α由原先的數值連續的減到零，在每一個α數值下，都可以找到一個對應的螺旋曲面。當α為零時，螺旋曲面變成一個垂直的平面。
若令h為z方向的最大值，而R為半徑，則螺旋曲面的面積為{\displaystyle \pi [R{\sqrt {(}}R^{2}+h^{2})+h^{2}*\ln((R+{\sqrt {(}}R^{2}+h^{2})/h)]}。

## 螺旋曲面和懸鏈曲面

動畫說明螺旋曲面如何變化為懸鏈曲面

螺旋曲面和懸鏈曲面是局部等距的曲面。

## 外部連結
- Interactive 3D Helicoid plotter using Processing (with code)
- Hazewinkel, Michiel (编), , , Springer, 2001, ISBN 978-1-55608-010-4
- WebGL-based Interactive 3D Helicoid （页面存档备份，存于）